# 時に愛は (オフコースの曲)
「時に愛は / 僕等の時代」（ときにあいは ぼくらのじだい）は、1980年12月1日に発売されたオフコース通算20枚目のシングル。

## 解説
「時に愛は」、「僕等の時代」両曲とも小田和正による楽曲で、アルバム『We are』からのシングルカット曲で、アルバム収録曲と同内容。
「時に愛は」での間奏部のギター・ソロは松尾一彦、コーダでの掛け合いは松尾、鈴木康博の順で交互に担当している。歌詞について小田は「歌の中で、崩れ落ちそうにみえた“愛”が復活するのは、そもそも“愛”というものがONとOFFを無数に繰り返す感情であることを歌ったがため」とインタビューで答えている。後に、この曲は小田が2016年リリースのオールタイム・ベスト『あの日 あの時』でセルフ・カヴァーした。
「僕等の時代」は、サックスを加えたバンド・アレンジで収録されているが、コンサートツアー“We are”では専らアンコールで、小田・鈴木のギターと松尾のハーモニカのみ、ボーカルは小田・鈴木・清水仁の歌い回しという構成で演奏された。当時、清水のリードボーカルは珍しく、清水が歌い出すと大きな拍手が起こった。このときのワンカットがアルバム『over』のジャケットに使われている。この曲は後にTBS系テレビドラマ『ぼくらの時代』で使用された。

## パッケージ、アートワーク
ジャケットのメンバー写真は『We are』の裏ジャケットに使用されているものと同じ。ジャケットはハードケース仕様と通常のソフトケース仕様の両方によるリリース。裏面には歌詞のほか、最新アルバム『We are』の紹介が記載されている。

## 収録曲

### SIDE A
1. 時に愛は   TOKI NI AI WA  –  (5'47")
作詩[注釈 9] · 作曲：小田和正、編曲：オフコース

### SIDE B
1. 僕等の時代   BOKURA NO JIDAI  –  (3'49")
作詩[注釈 9] · 作曲：小田和正、編曲：オフコース

## クレジット
- プロデュース：オフコース

## リリース日一覧
| 地域 | タイトル              | リリース日    | レーベル                        | 規格               | カタログ番号 | 備考 |
| ---- | --------------------- | ------------- | ------------------------------- | ------------------ | ------------ | --- |
| 日本 | 時に愛は / 僕等の時代 | 1980年12月1日 | EXPRESS ⁄ TOSHIBA EMI           | 7"シングルレコード | ETP-17100    | 「時に愛は」「僕等の時代」ともアルバム『We are』からのリカット。 |
| 日本 | 時に愛は / 僕等の時代 | 2020年6月3日  | USM JAPAN ⁄ UNIVERSAL MUSIC LLC | CD                 | UPCX-4241    | デビュー・シングル『群衆の中で / 陽はまた昇る』からラスト・シングル『夏の別れ / 逢いたい』までを収録した全36枚組CD BOX『コンプリート・シングル・コレクションCD BOX』(UPCY-9918)の中の1タイトル。発表当時のアナログ7インチ・シングルのアートワークを再現した12cm紙ジャケット仕様CD。ジャケットはオリジナル・アナログ盤を模したハードケース仕様。 |